# سال دروزا
سال دروزا (انگلیسی: Sal DeRosa; ۱۰ اوت ۱۹۳۱ – ۲ مارس ۲۰۱۴) بازیکن فوتبال اهل ایتالیا بود.
از باشگاه‌هایی که در آن بازی کرده‌است می‌توان به باشگاه فوتبال ناپولی اشاره کرد.